# Azochis camptozonalis
Azochis camptozonalis är en fjärilsart som beskrevs av George Francis Hampson 1913. Azochis camptozonalis ingår i släktet Azochis och familjen Crambidae. Inga underarter finns listade i Catalogue of Life.